# Fed Cup 2012 – Americká zóna
Americká zóna Fed Cupu 2012 byla jednou ze tří zón soutěže, kterých se účastnily státy ležící v daných regionech, v tomto případě týmy ze států nacházejích se na americkém kontinentu. Do soutěže Americké zóny nastoupilo 18 družstev, z toho devět účastníků hrálo v 1. skupině a dalších devět pak ve 2. skupině. Součástí herního plánu byly také dvě baráže.

## 1. skupina
- Místo konání: Graciosa Country Club, Curitiba, Brazílie (antuka, venku)
- Datum: 30. ledna – 4. února

Devět týmů bylo rozděleno do dvou bloků A a B. První měl čtyři a druhý pět účastníků. Vítězové obou bloků se utkali v zápase o postup do baráže o Světovou skupinu II pro rok 2013. Družstva z bloku A, která se umístila na třetím a čtvrtém místě sehrála zápasy s týmy na posledních dvou příčkách bloku B. Třetí z bloku A se utkal se čtvrtým v pořadí z bloku B a čtvrtý z bloku A pak s pátým z opačné podskupiny. Dva poražení sestoupili do 2. skupiny Americké zóny pro rok 2013. 

### Bloky
|    | Blok A          | ARG | CAN | PER | BAH |
| 1. | Argentina (3–0) |     | 3–0 | 3–0 | 3–0 |
| 2. | Kanada (2–1)    | 0–3 |     | 2–1 | 3–0 |
| 3. | Peru (1–2)      | 0–3 | 1–2 |     | 3–0 |
| 4. | Bahamy (0–3)    | 0–3 | 0–3 | 0–3 |     |

|    | Blok B          | COL | PAR | BRA | VEN | BOL |
| 1. | Kolumbie (4–0)  |     | 2–1 | 2–1 | 3–0 | 3–0 |
| 2. | Paraguay (3–1)  | 1–2 |     | 2–1 | 2–1 | 3–0 |
| 3. | Brazílie (2–1)  | 1–2 | 1–2 |     | 2–1 | 3–0 |
| 4. | Venezuela (1–3) | 0–3 | 1–2 | 1–2 |     | 3–0 |
| 5. | Bolívie (0–4)   | 0–3 | 0–3 | 0–3 | 0–3 |     |

### Baráž
| Pořadí      | Vítěz     | Výsledek | Poražený    |
| ----------- | --------- | -------- | ----------- |
| Postup      | Argentina | 2–0      | Kolumbie    |
| 3.–4. místo | Paraguay  | 2–0      | Kanada      |
| 5. místo    | Brazílie  | —        | bez soupeře |
| Sestup      | Peru      | 2–0      | Bolívie     |
| Sestup      | Venezuela | 2–0      | Bahamy      |

- Argentina stejně jako v předešlém ročníku postoupila do baráže o účast ve Světové skupině II pro rok 2013,
- Bolívie a Bahamy sestoupily do 2. skupiny Americké zóny pro rok 2013.

## 2. skupina
- Místo konání: Club San Javier, Guadalajara, Mexiko (antuka, venku)
- Datum: 16. – 21. dubna

Devět týmů bylo rozděleno do dvou bloků A a B. První měl čtyři a druhý pět účastníků. První dva týmy z každého bloku se utkaly v baráži o postup do 1. skupiny Americké zóny pro rok 2013, a to zápasem první z bloku A s druhým z bloku  B a naopak. Vítěz zápasu si zajistil postup. Zbylá družstva nastoupila k barážovým střetnutím o konečné umístění této skupiny.

### Bloky
|    | Blok A                       | TRI | GUA | ECU | DOM |
| 1. | Trinidad a Tobago (3–0)      |     | 3–0 | 3–0 | 3–0 |
| 2. | Guatemala (2–1)              | 0–3 |     | 3–0 | 3–0 |
| 3. | Ekvádor (1–2)                | 0–3 | 0–3 |     | 2–1 |
| 4. | Dominikánská republika (0–3) | 0–3 | 0–3 | 1–2 |     |

|    | Blok B          | CHI | MEX | PUR | URU | CRC |
| 1. | Chile (3–0)     |     | 3–0 | 2–1 | 3–0 | –   |
| 2. | Mexiko (2–1)    | 0–3 |     | 2–1 | –   | 3–0 |
| 3. | Portoriko (2–2) | 1–2 | 1–2 |     | 2–1 | 3–0 |
| 4. | Uruguay (1–2)   | 0–3 | –   | 1–2 |     | 2–1 |
| 5. | Kostarika (0–3) | –   | 0–3 | 0–3 | 1–2 |     |

### Baráž
| Pořadí        | Vítěz     | Výsledek | Poražený               |
| ------------- | --------- | -------- | ---------------------- |
| Postup        | Mexiko    | 2–0      | Trinidad a Tobago      |
| Postup        | Chile     | 2–0      | Guatemala              |
| 5. – 6. místo | Portoriko | 2–1      | Ekvádor                |
| 7. – 8. místo | Uruguay   | 2–1      | Dominikánská republika |
| 9. místo      | Kostarika | —        | bez soupeře            |

- Mexiko a Chile postoupily do 1. skupiny Americké zóny pro rok 2013.